# Mythologie marquisienne
 (août 2015).
 (août 2015).
Si vous disposez d'ouvrages ou d'articles de référence ou si vous connaissez des sites web de qualité traitant du thème abordé ici, merci de compléter l'article en donnant les références utiles à sa vérifiabilité et en les liant à la section « Notes et références ».
La mythologie marquisienne est l'ensemble des légendes et des mythes des Îles Marquises.

## Divinités
Les dieux les plus importants étaient Tetoo et Tiki. Tetoo appartenait à la première catégorie de dieux, et Tiki, seulement à la seconde. Cependant, celui-ci était sans contradiction le plus illustre de tous les dieux Marquisiens. Ses adorateurs racontaient que, bien qu'ayant eu une mère, il était l'auteur de tout ce qui existait et que tous les hommes étaient ses descendants. Ils ajoutaient qu'il avait toutefois parlé aux habitants de cet archipel. 
Parmi les dieux secondaires, se trouvait Mane qui avait sorti la terre de la mer : un jour, il pêchait à la ligne, tout à coup il vit, au lieu d'un poisson, une grande terre suspendue à son hameçon. Mais cet exploit était le plus souvent attribué à Tiki.
Les principaux dieux malfaisants étaient : Hanake, qui infligeait des maux de reins et des rhumatismes ; Tutepoa, qui faisait tomber du haut des arbres ; Tapareko, qui punissait les pêcheurs de requin ; Hakanaii, qui exigeait des victimes humaines ; Tavita, qui régnait aux enfers ; Aavehu, qui favorisait les criminels.